# DECnet
Digital Equipment Corporation разработала семейство сетевых протоколов DECnet, первоначально выпущенных в 1975 году для того, чтобы соединять два мини-компьютера PDP-11. Это положило начало развитию одной из первых архитектур одноранговой сети, таким образом, преобразовав DEC в сетевую станцию в 1980-х. Изначально разработана трехуровневая модель сети, позже (в 1982 году) развилась в семиуровневую модель — OSI-совместимый сетевой протокол.
DECnet был встроен в ведущую операционную систему корпорации DEC VMS с самого начала. Позже корпорация Digital адаптировала Ultrix, а также Apple Macintosh и IBM PC под управлением DOS и Microsoft Windows под названием DEC Pathworks, что позволяло этим системам подключаться к сетям DECnet через VAX в качестве конечных узлов.

## Краткий обзор развития DECnet
DECnet относится к определенному набору аппаратных и программных сетевых продуктов, которые реализуют архитектуру цифровой сети (DNA). Архитектура цифровой сети (DNA) — это набор документов, которые определяют общую архитектуру сети в целом, положения технических требований для всех уровней архитектуры и описания протоколов, которые работают на каждом уровне.
Прослеживание эволюции DECnet означает прослеживание разработки DNA. Создание DNA было в начале 1970-х годов. Digital опубликовал первую спецификацию DNA примерно в то же самое время, когда IBM объявила о своем Systems Network Architecture (SNA). С того времени развитие DNA происходило по следующим фазам:
Фаза I (1974) Поддержка ограничивается двумя мини-компьютерами PDP-11, работающих под управлением операционной системы RSX-11, только с протоколом связи точка-точка (DDCMP) между узлами.
Фаза II (1975)
Поддержка сетей до 32 узлов с несколькими, различными реализациями, которые могут взаимодействовать друг с другом. Реализация была расширена за счёт включения RSTS, TOPS-10 и TOPS-20 связь между процессорами по-прежнему ограничивается только протоколом со связью точка-точка. Введение нижестоящей нагрузки (MOP) и передачи файлов с помощью File Access Listener (FAL), удаленный доступ к файлам с помощью протокола доступа к данным (DAP), программные интерфейсы "задача к задаче" и функции управления сетью.
Фаза III (1980). Поддержка сетей до 255 узлов через точка-точка и многоточечных соединений. Внедрение адаптивных возможностей маршрутизации, запись доступа, архитектура управления сетью, а также шлюзы к другим типам сетей, включая IBM’s SNA и CCITT Recommendation X.25
| Application        | DAP: Data Access Protocol CTERM: Command Terminal                                       |
| Network Management | NICE: Network Information (and) Control Exchange MOP: Maintenance Operation Protocol    |
| Session            | SCP: Session Control Protocol                                                           |
| Transport          | NSP: Network Service Protocol                                                           |
| Network            | DRP: DECnet Routing Protocol                                                            |
| Data link          | DDCMP: Digital Data Communications Message Protocol Ethernet, Token ring, HDLC, FDDI, … |
| Physical           | Ethernet, Token ring, FDDI, …                                                           |

Фаза IV и Фаза IV+ (1982).
Фаза IV была первоначально выпущена для RSX-11 и VMS систем, позже TOPS-20, TOPS-10, Ultrix, VAXELN и RSTS/E также получили поддержку.
Поддержка сетей до 64 449 узлов (63 области по 1023 узлов), возможность расширения канала передачи данных за пределы DDCMP, включая поддержку локальной сети Ethernet в качестве выбора канала передачи данных, расширение адаптивной маршрутизации, возможность включать иерархическую маршрутизацию (областей 1 и 2 уровня маршрутизаторов), поддержка VMScluster и хост-услуг (CTERM). CTERM позволила пользователю с одного компьютера получать удаленный доступ к другому компьютеру, выполняя ту же функцию, что и Telnet в стеке протокола TCP/IP. Корпорация Digital выпустила продукт под названием Pathworks-клиент, также широко известный как клиент Pathworks 32, которая реализовала большую часть Фазы IV DECnetа для DOS, и 16, 32-разрядных платформ Microsoft Windows (все версии до Windows Server 2003)
Фаза IV - реализована восьмиуровневая архитектура, которая аналогична (7-уровневой) модели OSI, особенно на нижних уровнях. Поскольку стандарты OSI в то время еще не были полностью разработаны, многие протоколы из фазы IV остались частной собственностью.
Реализация Ethernet была необычна тем, что программное обеспечение изменило физический адрес интерфейса Ethernet в сети с AA-00-04-00-xx-yy, где xx-yy - отраженный сетевой адрес хоста DECnet. Это позволило управлять протоколу определения адреса (ARP) локальной сетью (LAN), потому что адрес LAN мог быть выведен из адреса DECnet. Однако, это исключает соединение двух сетевых карт из одного и того же узла DECnet на том же сегменте локальной сети.
Изначально было выпущено для VMS и RSX-11, позже расширено практически для всех операционных систем Digital, только поставлялось со значительными исключениями, в отличие от RT-11. Стеки DECnet используются в Linux, SunOS и других платформах, а также CISCO и другие поставщики сетевых продуктов предлагают то, что может взаимодействовать и работать в сетях DECnet.
В то же самое время, когда была выпущена DECnet Phase IV, компания также выпустила собственный протокол под названием LAT для последовательного терминального доступа через терминальный сервер. LAT разделяет физический и канальный уровни OSI с DECnet, LAT терминальных серверов, используемых для MOP загрузки изображений сервера и связи с обработкой начальной загрузки.
Модификации, внесенные в DECnet Phase IV, в конце концов стали известны как DECnet Phase IV+, хотя системы, работающие на этом протоколе, оставались полностью совместимыми с системами DECnet Phase IV.
Фаза V и Фаза V + (1987).
Поддержка очень больших (архитектурно неограниченных) сетей, новой модели управления сетью, локальной или распределенной службы имен, улучшение производительности по сравнению с IV фазой. Переход от собственной сети к взаимодействию открытых систем (OSI) путем интеграции стандартов ISO для обеспечения подключения различных поставщиков и совместимости с Фазой IV от DNA, последние две особенности привели к гибридной сетевой архитектуре (DNA и OSI) с отдельными «башнями» совместного комплексного транспортного уровня. Ссылки транспортного уровня в TCP/IP добавлены через IETF RFC 1006 (OSI вместо IP) и RFC 1859 (NSP вместо IP) стандартами (см диаграмму).
Позднее он был переименован в DECnet/OSI, чтобы подчеркнуть его подключаемость с OSI, а затем переименован в DECnet-Plus, поскольку были включены  протоколы TCP/IP.

## Доступность
Протоколы DECnet полностью были разработаны Digital Equipment Corporation. Тем не менее, DECnet Phase II (и поздние фазы) были открытыми стандартами с публикацией характеристик, и несколько реализаций были разработаны вне DEC, в том числе для FreeBSD и Linux.

## Рекомендации
1. ↑  "Digital Equipment Corporation, 1957 to the present", 1978, page 53. Дата обращения: 26 сентября 2016. Архивировано из оригинала 21 декабря 2013 года.

- Carl Malamud, Analyzing DECnet/OSI Phase V. Van Hostrand Reinhold, 1991. ISBN 0-442-00375-7.
- James Martin, Joe Leben, DECnet Phase V: An OSI Implementation. Digital Press, 1992. ISBN 1-55580-769-0.
- DECnet-Plus manuals for OpenVMS are available at http://www.hp.com/go/openvms/doc/ Архивная копия от 26 мая 2020 на Wayback Machine
- DECnet Phase IV OpenVMS manuals for DECnet Phase IV; these Phase IV manuals are archived on OpenVMS Freeware V5.0 distribution, at http://arquivo.pt/wayback/20131107100544/http://www.hp.com/go/openvms/freeware/ and other sites.
- DECnet Phase IV architecture manuals (including DDCMP, MOP, NICE, NSP, DAP, CTERM, routing); at https://web.archive.org/web/20140221225835/http://h71000.www7.hp.com/wizard/decnet/ (the originals are mirrored at DECnet for Linux).